# 吉爾默 (伊利諾伊州)
吉爾默（英語：Gilmer）是位於美國伊利諾伊州萊克縣的一個非建制地區。該地的面積和人口皆未知。

## 地理
吉爾默的座標為42°14′06″N 88°02′46″W / 42.23500°N 88.04611°W，而該地的平均海拔高度為247米（即810英尺）。